# Hugh Low
Hugh Low (1824 - 1905) fue un naturalista, administrador de Colonias, y explorador inglés.
Su padre lo envía a Borneo en 1844 para recolectar plantas y semillas para la pépinière Hugh Low & Co de Clapton (Inglaterra). Permanece en Borneo hasta 1876 en tanto que se ha especializado en historia natural (con énfasis en botánica especializada en orquídeas) y es gobernador de Labuan de 1866 a 1867.
De 1877 a 1889 reside en Perak (península malaya). Hace tres ascensiones al Monte Kinabalu, la primera en marzo de 1851 (descubriendo Nepenthes rajah) y otras dos, en 1858, con Spencer Saint-John.

## Algunas publicaciones

### Libros
- Sarawak, Its Inhabitants and Productions: Being Notes During a Residence in that Country with His Excellency Mr. Brooke. Ed. Adamant Media Corporation; ISBN 1-4021-9043-3, ISBN 978-1-4021-9043-8
- -------, bob Reece, phillip Cribb, contribuyentes Bob Reece, Phillip Cribb. A Botanist in Borneo: Hugh Low's Sarawak Journals, 1844-1846. Ed. Natural History Publications (Borneo), 2002; ISBN 983-812-065-0, ISBN 978-983-812-065-4
- Sĕlĕsǐlah (libro de los Descendientes) of the Rajas of Brunei. Ed. [s.n.], 1880
- The Journal of Sir Hugh Low; Perak, 1887: Perak, 1887. Ed. Emily Sadka Published by Govt. Print. Off., 1955

## Honores

### Epónimos
- Nepenthes lowii Hook.f.,[1] dedicado por William Jackson Hooker (1785-1865) en 1859
- Rhododendron lowii
- Vatica lowii King[2]

Orquídeas
- Arachnis lowii (Lindl.) Rchb.f.[3]
- Dendrobium lowii Lindl.[4]
- Paphiopedilum lowii (Lindl.) Stein[5]
- Sobralia lowii Rolfe[6]
- Stanhopea lowii Rolfe[7]
- Houlletia lowiana Rchb.f.[8]
- Cymbidium lowianum Rchb.f.[9]
- Lowiara (híbrido)

Mamíferos
- Ptilocercus lowii
- Sundasciurus lowii

Geografía
picos del Monte Kinabalu
- pico Low
- barranca Low

- La abreviatura «H.Low» se emplea para indicar a Hugh Low como autoridad en la descripción y clasificación científica de los vegetales.[10]